# Calliphora paradoxa
Calliphora paradoxa este o specie de muște din genul Calliphora, familia Calliphoridae, descrisă de Villeneuve în anul 1927. Conform Catalogue of Life specia Calliphora paradoxa nu are subspecii cunoscute.